# Filmkamera
En filmkamera är en typ av kamera som producerar film, det vill säga många bilder i snabb följd efter varandra, som vid uppspelning i samma följd ger en upplevelse av kontinuerlig rörelse. Genom att man har ett högt antal bilder per sekund kommer ögonen och hjärnan bortse från bildernas korta stillastående uppehåll och skapa en illusion av flöde. Antal bilder per sekund en filmkamera tar in är vanligen 12 eller 24. I digitala filmkameror, som per definition egentligen är videokameror, är ofta den reella bilduppdateringsfrekvensen på 25 Hz. Ett exempel på dessa är systemet 24p.

## Bilder

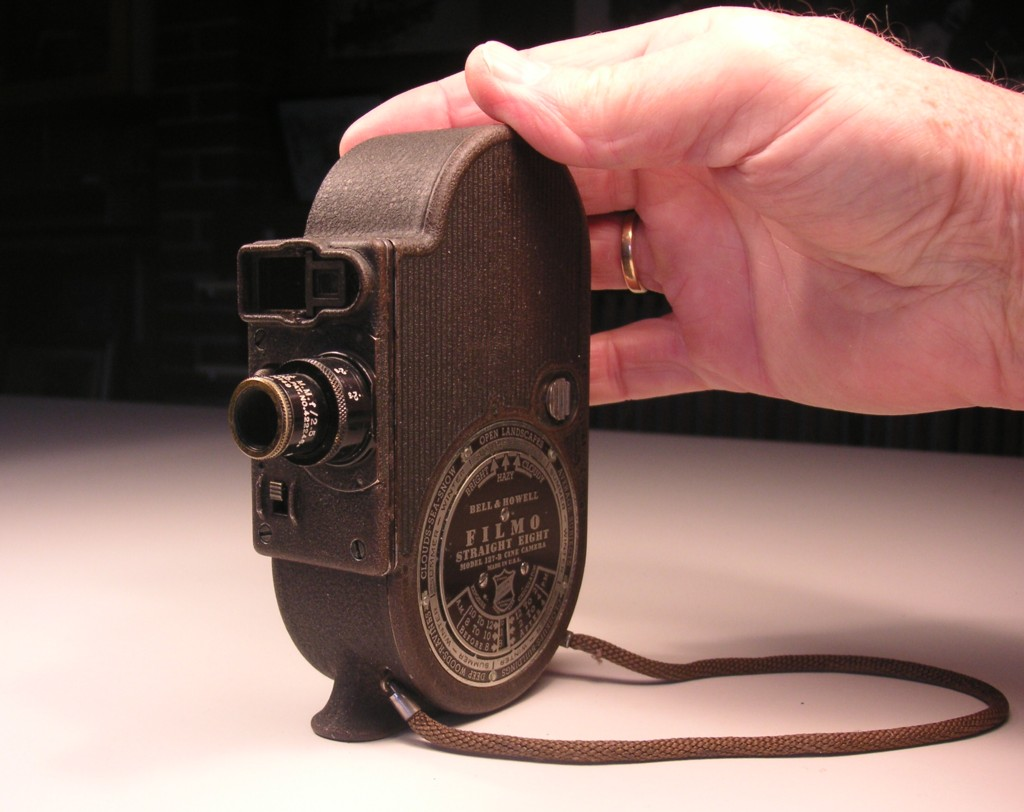
En 8mm Bell & Howell amatörkamera
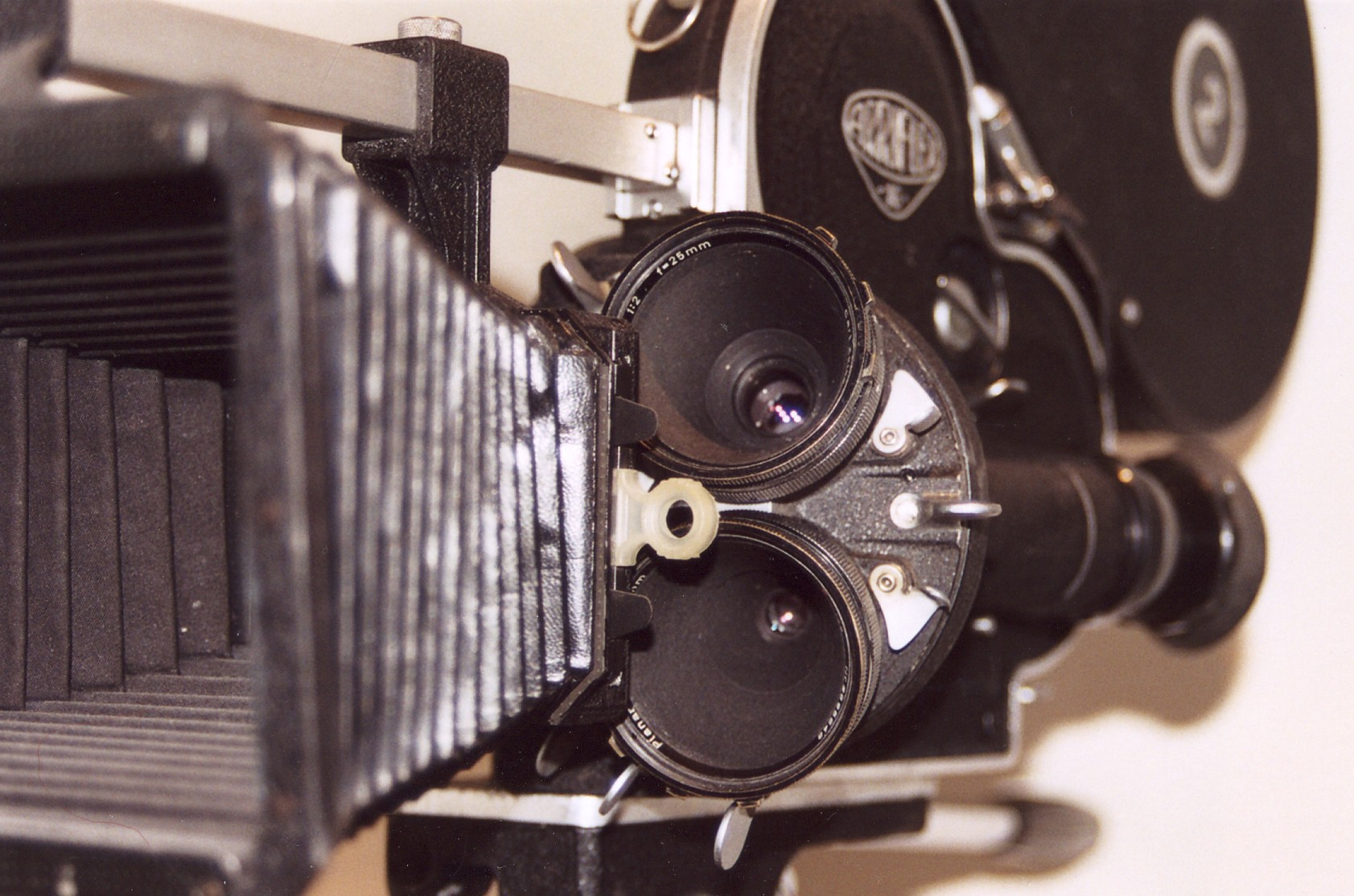
En 16 mm Arriflex proffskamera
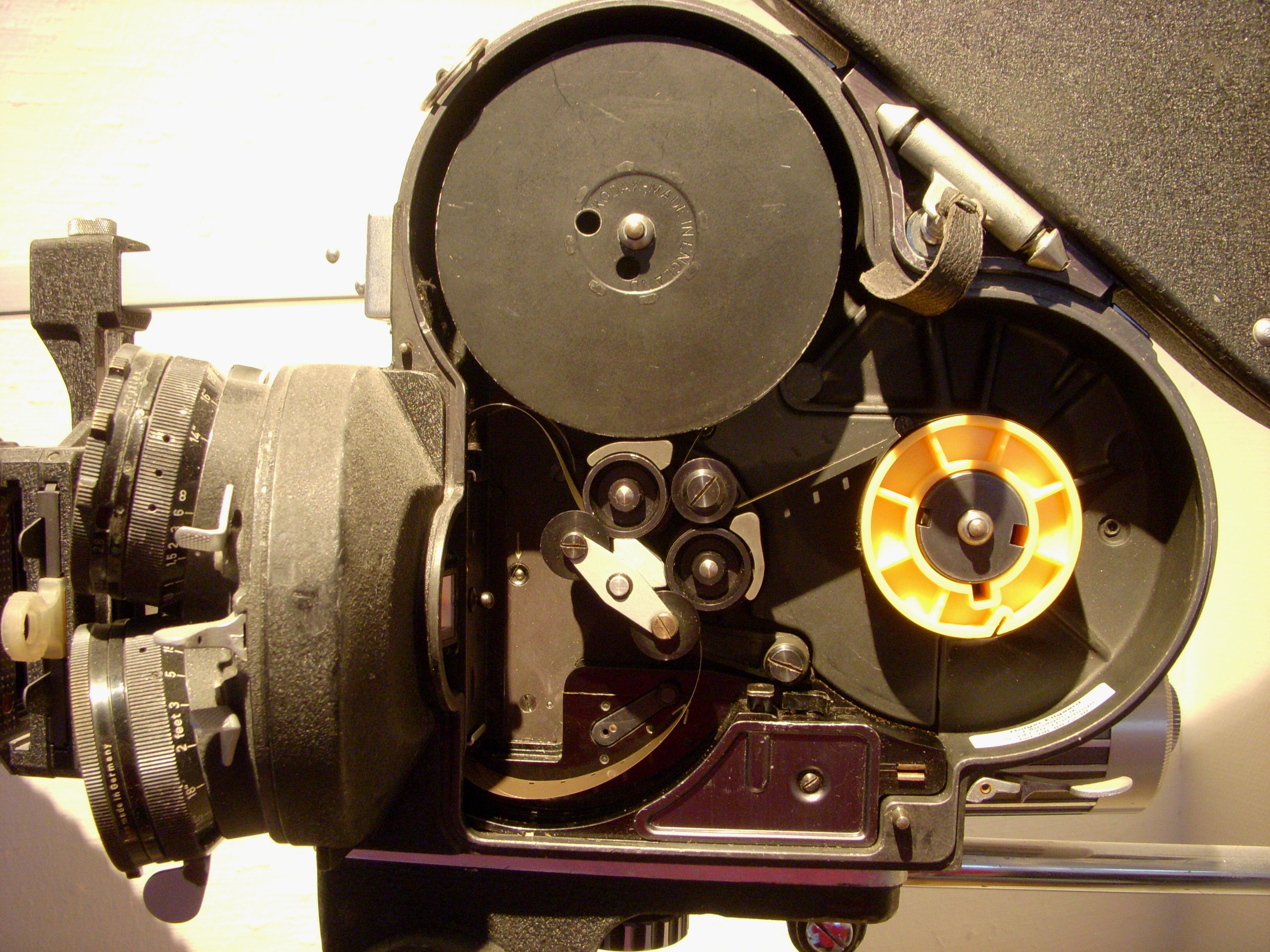
Filmföringen i en 16mm Arriflex 16 ST
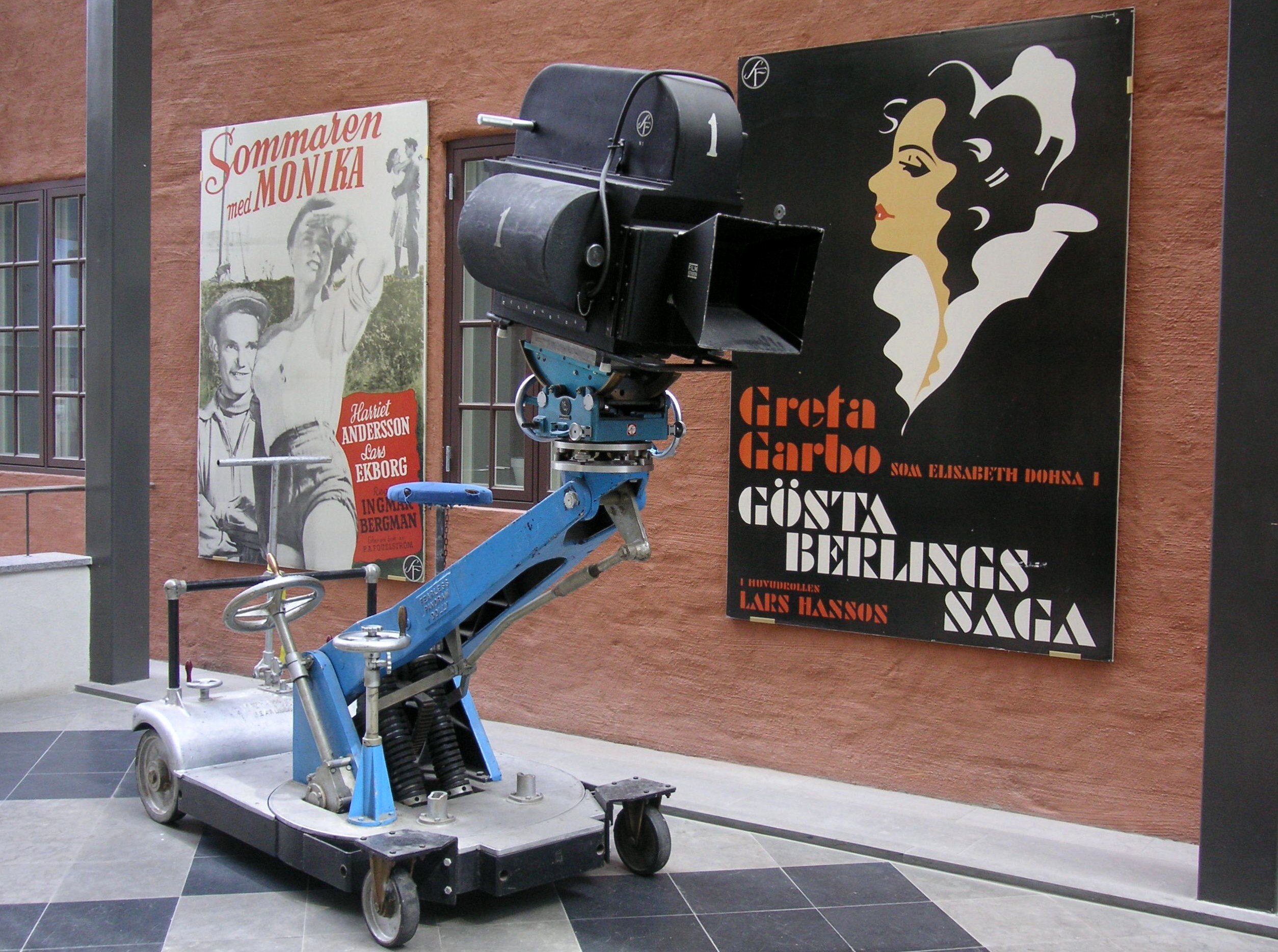
En 35 mm proffskamera från SF